# Begraafplaats van Bailleulmont
De Begraafplaats van Bailleulmont is een gemeentelijke begraafplaats, gelegen in het Franse dorp Bailleulmont (Pas-de-Calais). Ze ligt aan de rand van het dorp op 500 m ten zuidwesten van het centrum (Eglise Saint-Martin). Het terrein heeft een onregelmatig vierhoekig grondplan en wordt aan drie zijden begrensd door een haag en aan één zijde door betonnen platen. De toegang bestaat uit een tweedelig metalen traliehek tussen bakstenen zuilen. De begraafplaats wordt door twee kruisende paden in vier vakken verdeeld.

## Britse oorlogsgraven
In de noordoostelijke hoek van de begraafplaats ligt een perk met 33 Britse gesneuvelde militairen uit de Eerste Wereldoorlog. Elders op de begraafplaats ligt 1 Canadees. Zij werden hier in de periode 1916-1918 door gevechtseenheden en veldhospitalen begraven.
De militaire graven worden onderhouden door de Commonwealth War Graves Commission en zijn daar geregistreerd onder Bailleulmont Communal Cemetery.

## Graven
Opvallend is dat de grafzerken niet uitgevoerd zijn in de gebruikelijke witte portlandsteen maar in roodbruine Locharbriggs-zandsteen.
- George Etienne Crochetiere, kapelaan bij het Canadian Army Chaplains Department ligt niet in het Britse perk maar tussen de burgerlijke graven. Hij is de enige Canadees die hier begraven ligt.

### Onderscheiden militair
- George Claud Latham Insole, kapitein bij de Welsh Guards werd onderscheiden met het Military Cross (MC).

### Gefusilleerde militairen
- de soldaten Albert Ingham, Alfred Longshaw en William G. Hunt (alle drie dienend bij het Manchester Regiment) en soldaat Benjamin O’Connell (Irish Guards) werden wegens desertie gefusilleerd.[1]